# فرودگاه تانگا
فرودگاه تانگا (به انگلیسی: Tanga Airport) یک فرودگاه همگانی با کد یاتا TGT است . این فرودگاه در شهر شهرستان تانگا کشور تانزانیا قرار دارد و در ارتفاع ۱۲۹ متری از سطح دریا واقع شده است.

## شرکت‌های هواپیمایی و مقصدهای پروازی
| شرکت‌های هواپیمایی | مقصدهای پروازی                             |
| ----------------- | ------------------------------------------ |
| As Salaam Air     | پمبا، تانزانیا                             |
| Auric Air         | پمبا، تانزانیا، زنگبار                     |
| تانزان‌ایر         | آروشا، ژولیوس نیرر، پمبا، تانزانیا، زنگبار |